# NGC 510
NGC 510 é uma estrela dupla na direção da constelação de Pisces. O objeto foi descoberto pelo astrônomo Herman Schultz em 1867, usando um telescópio refrator com abertura de 9,5 polegadas. 